# Flodkasik
Flodkasik (Cacicus koepckeae) är en starkt utrotningshotad fågel i familjen trupialer. Den är endemisk för Peru.

## Utseende och läten
Flodkasiken är en medelstor (23 cm), svart trupial med rätt litet huvud. Även näbben är förhållandevis liten, blågrå med blekare spets. Ögonirisen är blåvit och på övergumpen syns en fyrkantig, gul fläck. Den är mestadels tystlåten, men kan avge läten som i engelsk litteratur beskrivs enligt följande: rätt högljudda och snabba serier med explosiva, parvisa "chick-pouw", med vissa inslag av trestaviga toner; en snabb följd av vassa "chih"-toner; pauserade "chih-chih" och "pouw-pouw".

## Utbredning och status
Fågeln är känd från tre platser i sydöstra Peru. Den behandlas som monotypisk, det vill säga att den inte delas in i några underarter.

## Status
Flodkasiken beskrivs som sällsynt och lokalt förekommande, men kan också vara lokalt vanlig. Världspopulationen uppskattas till under 10 000 vuxna individer. Trots det lilla beståndet och det faktum att arten troligen minskar något i antal listas den inte längre som hotad av internationella naturvårdsunionen IUCN eftersom skogsområdena den bebor är fortfarande relativt opåverkade.

## Namn
Fågelns vetenskapliga artnamn hedrar Maria Emilia Ana Koepcke (född Mikulicz-Radecki, 1924–1971), tysk ornitolog verksam i Peru 1949–1971.